# Tiroteos en Sejong y Hwaseong de 2015
Los tiroteos de Sejong y Hwaseong de 2015 fueron dos incidentes separados que ocurrieron en Corea del Sur, los días 25 y 27 de febrero de 2015 en las ciudades de Sejong y Hwaseong, respectivamente. Después de cada tiroteo, los atacantes se suicidaron.
Ambos incidentes ocasionaron la adopción inmediata del monitoreo de armas de fuego por GPS en el país. Dado la rareza de los tiroteos en Corea del Sur es evidente, obtuvo cobertura internacional. Los dos tiroteos no relacionados fueron ampliamente reportados, al igual que la adopción de la medida de control de armas.

## Tiroteos
A las 8 de la mañana del 25 de febrero (23:00 GMT del martes), en Sejong, provincia de Chungcheong del Sur, capital administrativa de Corea del Sur, un sujeto armado disparó y mató a tres personas en una tienda de conveniencia disparó y mató a tres personas, para después huir, para terminar suicidandose en otro sitio. Las víctimas mortales fueron el padre, el hermano y el novio de la actual exnovia del pistolero. Mantener un arma en Corea del Sur esta restringido; El tirador revisó dos escopetas en una comisaría de policía donde horas antes.
El 27 de febrero, se produjo otro tiroteo en Hwaseong, Gyeonggi, Corea del Sur, donde un anciano disparó y mató a tres personas (su hermano, su cuñada y un policía) e hirió a otro. oficial de policía antes de suicidarse. Había comprobado un rifle de caza en una comisaría antes de dirigirse a casa de su hermano. Una sobrina del pistolero resultó herida al saltar desde una ventana del segundo piso para escapar.
El incidente provocó que la Agencia de Noticias Yonhap de Corea del Sur criticara las regulaciones de control de armas del país para armas de caza, y condujo inmediatamente a cambios en las regulaciones de control de armas. El 2 de marzo, el primer día hábil después del incidente del viernes, la Agencia Nacional para el Manejo de Emergencias (Corea del Sur) de Corea del Sur, su Agencia Nacional de Policía, y el gobernante Partido Saenuri acordó exigir el monitoreo por GPS de las armas en la nación.